# Laeops macrophthalmus
Laeops macrophthalmus är en fiskart som först beskrevs av Alcock, 1889.  Laeops macrophthalmus ingår i släktet Laeops och familjen tungevarsfiskar. Inga underarter finns listade i Catalogue of Life.